# Leptophion kus
Leptophion kus là một loài tò vò trong họ Ichneumonidae.